# 戈麥斯冰原島峰
73°57′S 68°38′W / 73.950°S 68.633°W
戈麥斯冰原島峰（英語：Gomez Nunatak），是南極洲的冰原島峰，位於帕爾默地，處於旺山西南面74公里，美國地質調查局根據該國海軍的空中照片繪入地圖，現時由南極條約體系管理。